# Julio Ruelas
Julio Ruelas Suárez (Zacatecas, México, 21 de junho de 1870 - Paris, 16 de setembro de 1907) foi um artista e ilustrador mexicano da escola do simbolismo que colaborou na Revista Moderna, sucessora da Revista Azul (1894-1896). Morreu em Paris e foi sepultado no cemitério de Montparnasse.
Algumas das suas obras integram a Coleção de Andrés Blaisten, a qual é exibida virtualmente no Museu Andrés Blaisten.

## Galeria

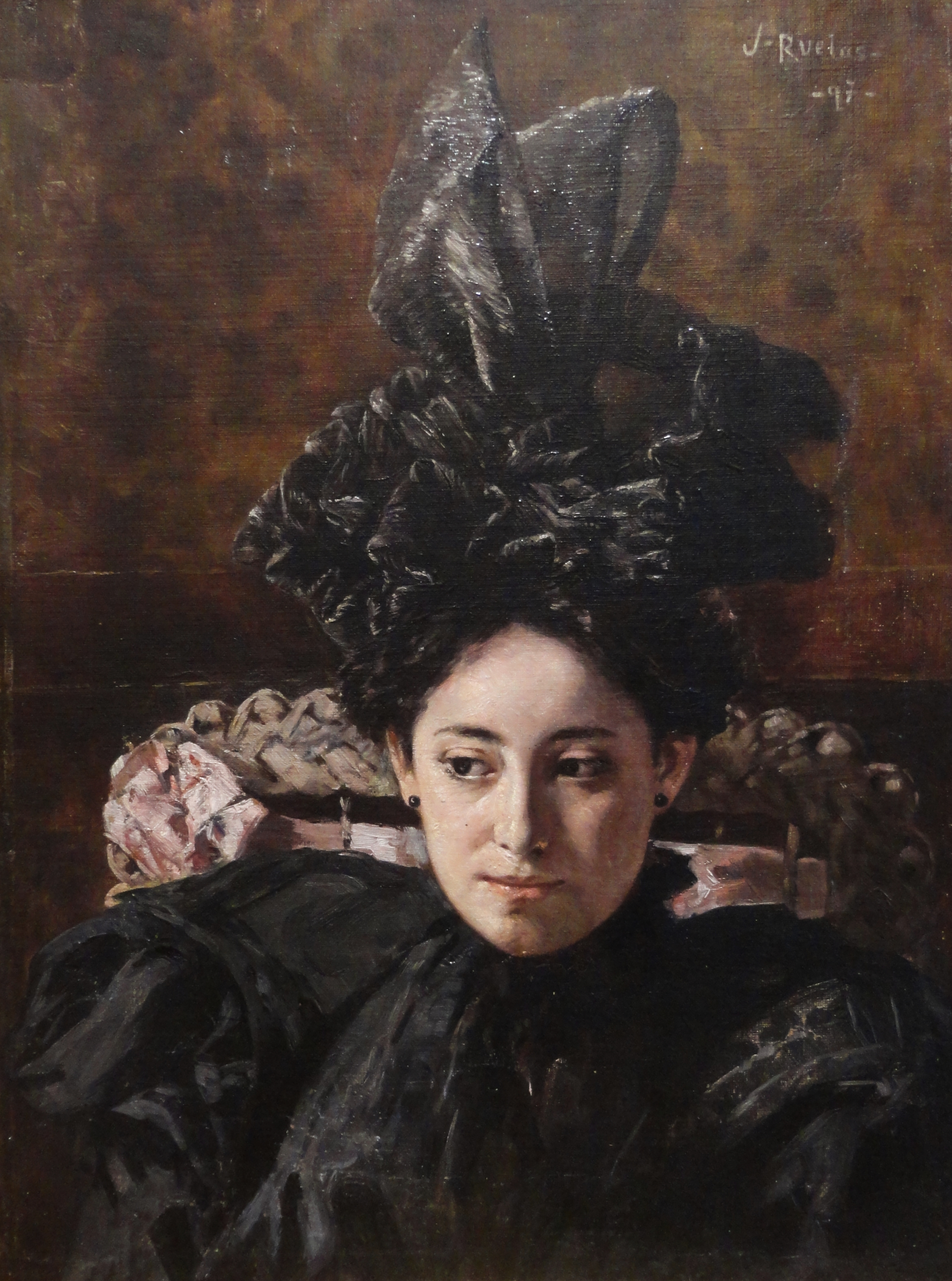
Margarita Ruelas Suárez en traje de luto, 1897
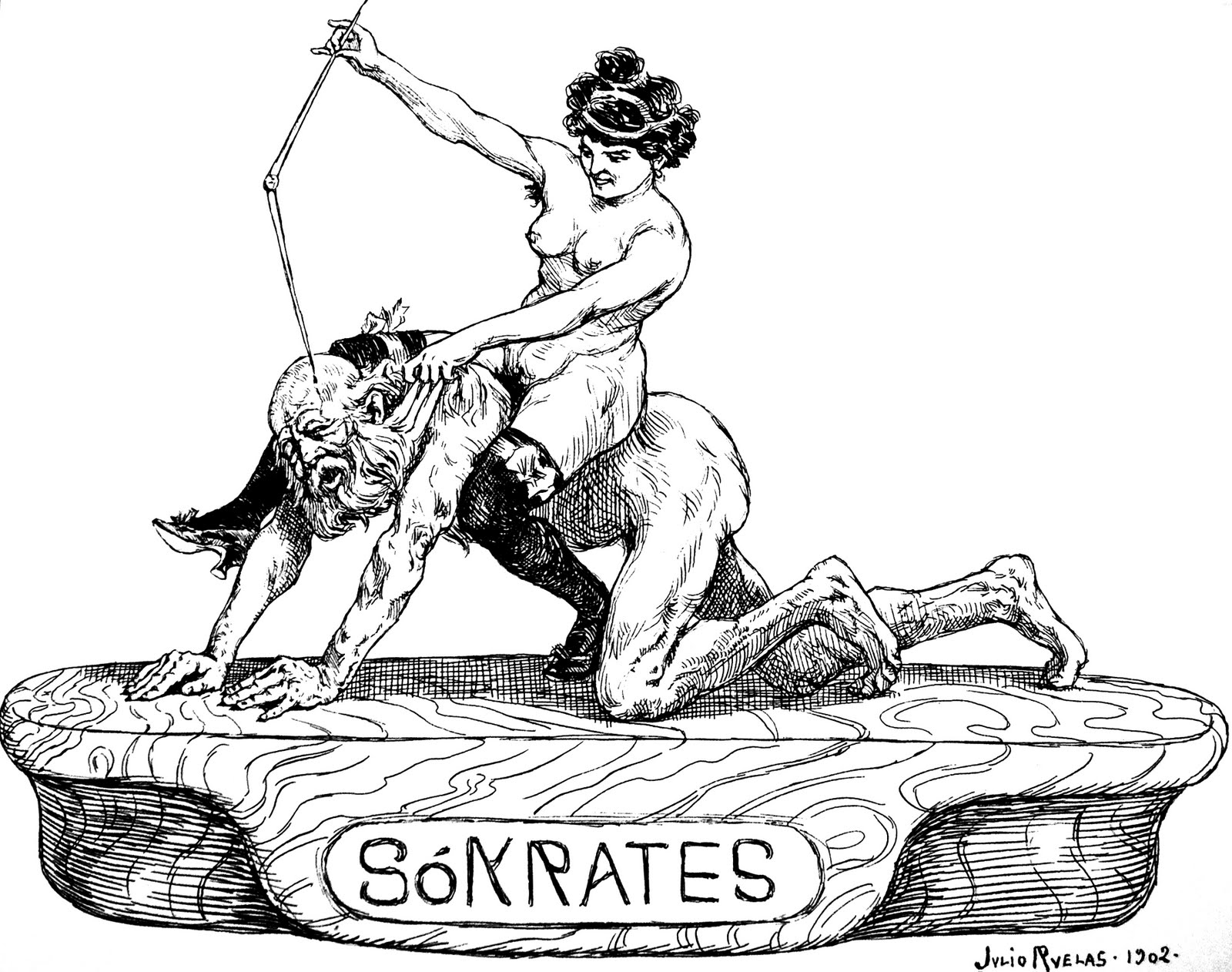
Sokrates, 1902
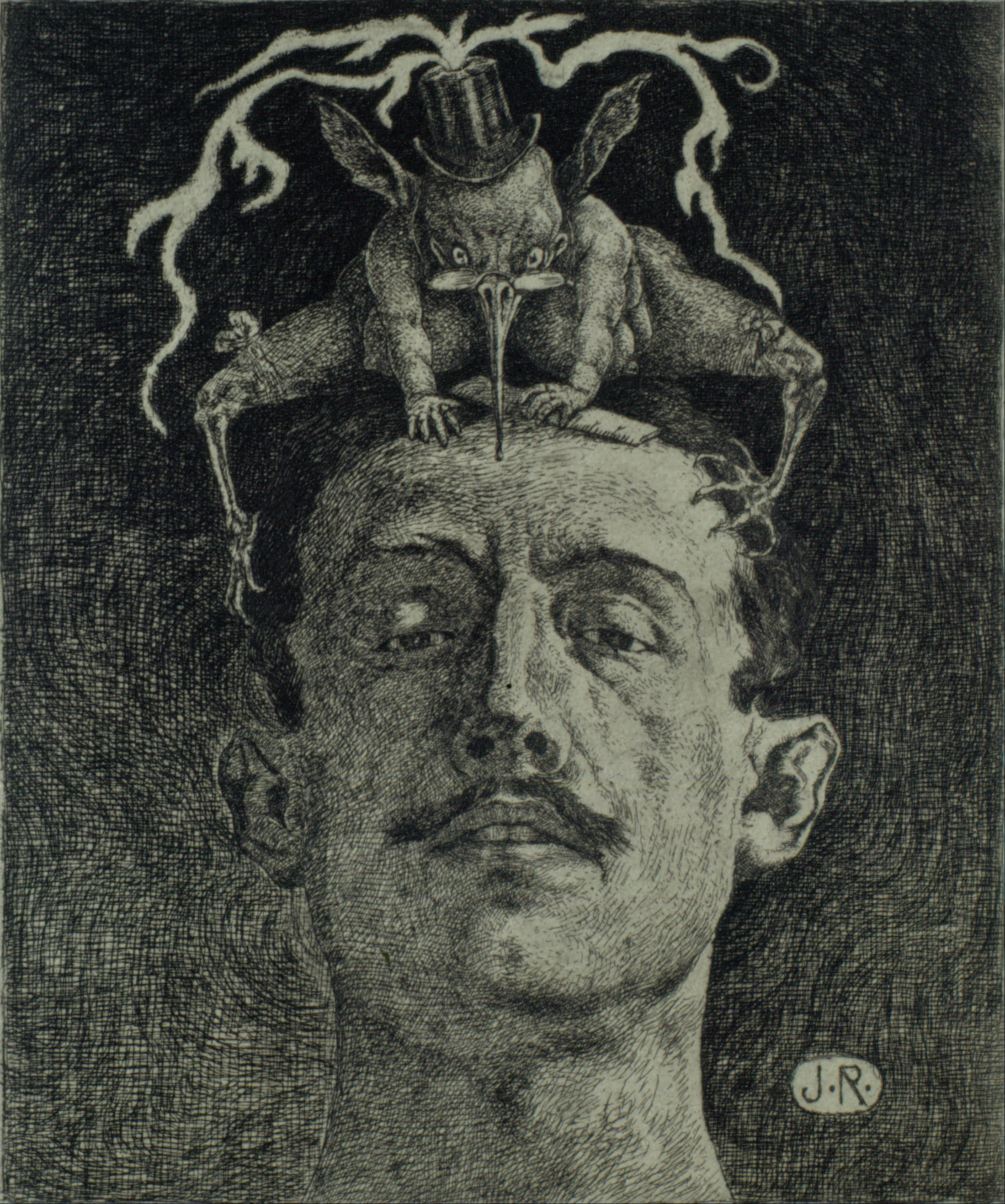
La Crítica, 1906
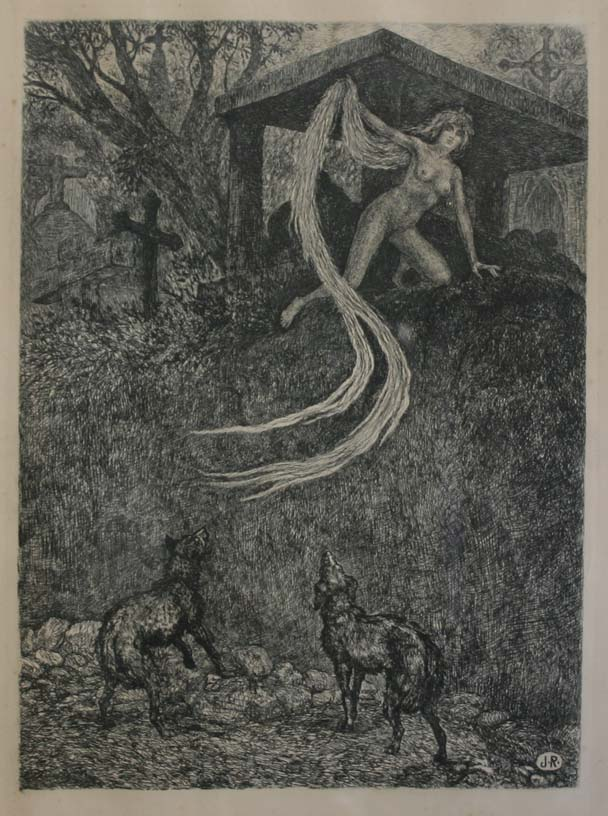
Los Fuegos Fatuos, 1907